# Cyamops halteratus
Cyamops halteratus är en tvåvingeart som beskrevs av Curtis W. Sabrosky 1958. Cyamops halteratus ingår i släktet Cyamops och familjen savflugor. Inga underarter finns listade i Catalogue of Life.